# Reboot (film)

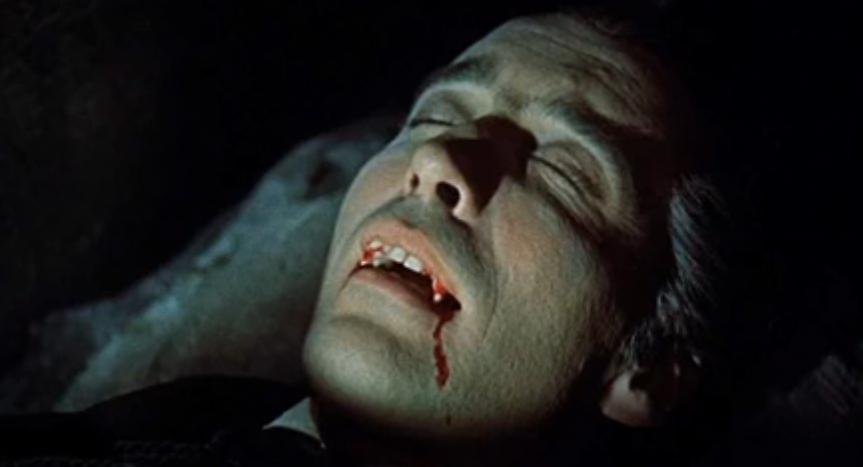
Reboot Dracula

Reboot – termin głównie z dziedziny teorii filmowej, określający film podejmujący tematykę wcześniejszego bądź wcześniejszych filmów z serii, niebędący jednak ich bezpośrednią kontynuacją ani prequelem. Jest to film rozpoczynający nową serię opowiadającą o konkretnej postaci lub wprowadzającą znany wątek.
Przykładem reboota może być Incredible Hulk z 2008 roku czy nowa seria o Batmanie w reżyserii Christophera Nolana, zapoczątkowana w 2005 przez film Batman: Początek lub Niesamowity Spider-Man z 2012. Za reboot uważany jest także Piątek, trzynastego z 2009 roku, chociaż często mylony jest on z remakiem. Popularnym przykładem filmowego reboota jest również kilkakrotnie wznawiana seria o Godzilli.
Termin reboot używany jest także w odniesieniu do innych mediów, np. gier komputerowych (Prince of Persia: Piaski czasu, Tomb Raider, DmC: Devil May Cry).